# Quận Washington, Alabama
Quận Washington là một quận thuộc tiểu bang Alabama, Hoa Kỳ. Quận này được đặt tên theo George Washington, Tổng thống đầu tiên của Hoa Kỳ. Tính đến năm 2000, dân số quận là 18.097 người. Quận lỵ đóng ở Chatom. Quận Washington là một quận khô.
Quận Washington là nơi mà cầu thủ bóng chày Mizell thuộc giải đấu lớn Wilmer chơi bóng. Mizell là một nghị sĩ đảng Cộng hòa từ Bắc Carolina 1969-1975.

## Địa lý
Theo Cục Cục điều tra dân số Hoa Kỳ, quận có tổng diện tích là 1.089 dặm vuông (2.819 km ²), trong đó 1.081 dặm vuông (2.799 km ²) là đất và 8 dặm vuông (20 km ²) (0,72%) là nước. Sông Tombigbee giáp biên giới Quận Washington về phía đông.

### Các xa lộ chính
- U.S. Highway 43
- U.S. Highway 45
- State Route 17
- State Route 56

### Quận giáp ranh
- Quận Choctaw (bắc)
- Quận Clarke (đông)
- Quận Baldwin (đông nam)
- Quận Mobile (nam)
- Quận Greene, Mississippi (tây nam)
- Quận Wayne, Mississippi (tây bắc)

## Thông tin nhân khẩu
Theo điều tra dân số 1 năm 2000, đã có 18.097 người, 6.705 hộ gia đình, và 5.042 gia đình sống trong quận hạt. Mật độ dân số là 17 người trên một dặm vuông (6/km ²). Có 8.123 đơn vị nhà ở mật độ trung bình của 8 trên một dặm vuông (3/km ²). Cơ cấu dân tộc dân cư quận gồm 64,98% người da trắng, 26,89% da đen hay Mỹ gốc Phi, 7,12% người Mỹ bản xứ, 0,06% châu Á, Thái Bình Dương 0,03%, 0,05% từ các chủng tộc khác, và 0,87% từ hai hoặc nhiều chủng tộc. 0,88% dân số là người Hispanic hay Latino thuộc một chủng tộc nào.
Có 6.705 hộ, trong đó 37,90% có trẻ em dưới 18 tuổi sống chung với họ, 59,10% là đôi vợ chồng sống với nhau, 12,50% có nữ hộ và không có chồng, và 24,80% là các gia đình không. 22,80% hộ gia đình đã được tạo ra từ các cá nhân và 10,10% có người sống một mình 65 tuổi hoặc lớn tuổi hơn là người. Cỡ hộ trung bình là 2,69 và cỡ gia đình trung bình là 3,17.
Trong quận, cơ cấu dân số như sau: 28,70% dưới độ tuổi 18, 8,60% 18-24, 27,40% 25-44, 22,90% từ 45 đến 64, và 12,40% từ 65 tuổi trở lên người. Độ tuổi trung bình là 35 năm. Đối với mỗi 100 nữ có 96,10 nam giới. Đối với mỗi 100 nữ 18 tuổi trở lên, đã có 91,10 nam giới.
Thu nhập trung bình cho một hộ gia đình tại quận này đạt 30.815 đô la Mỹ, và thu nhập trung bình cho một gia đình là 37.881 USD. Phái nam có thu nhập trung bình 35.237 đô la Mỹ so với 18.337 đô la Mỹ của phái nữ. Thu nhập bình quân đầu người là 14.081 USD. Có 14,80% gia đình và 18,50% dân số sống dưới mức nghèo khổ, bao gồm 21,50% những người dưới 18 tuổi và 22,70% của những người 65 tuổi hoặc hơn.